# جواد خامنئي
جواد خامنئي (بالفارسية: سید جواد خامنه‌ای) هو رجل دين شيعي إيراني، ولد في 7 ديسمبر من عام 1895 وتوفي في 5 يوليو من عام 1986. هو والد علي خامنئي.

## النشأة
كان جواد من أذر إيران، وكان من مدينة النجف .درس في المدرسة الدينية في النجف وقم ومشهد. بعد الانتهاء من دراسته، استقر بالقرب من ضريح علي بن موسى الرضا في مشهد. كان إمام مشهد في مسجد أذربيجاني. كان لديه ثلاث بنات من زواجه الأول. بعد وفاة زوجته الأولى، تزوج من خديجة ميردامادي، وهي فارسية العرق، وأنجب منها ابنة واحدة (بدري خامنئي) وأربعة أبناء (محمد خامنئي وعلي خامنئي وهادي خامنئي ومحمد حسن خامنئي).

## وفاته
توفي جواد خامنئي في 5 يوليو من عام 1986. تم دفنه في الرواق، خلف الإمام علي الرضا.